# 얀네 라우카넨
얀네 크리스티안 라우카넨(핀란드어: Janne Kristian Laukkanen, 1970년 3월 19일~)은 핀란드의 아이스하키 선수로 현역 시절 포지션은 센터이다. 핀란드와 체코 리그를 거쳐 내셔널 하키 리그(NHL)의 퀘벡 노르딕스, 콜로라도 애벌랜치, 오타와 세너터스, 피츠버그 펭귄스, 탬파베이 라이트닝, 소속으로 활약했다.
국제 대회에 핀란드 국가대표로 활약했으며, 1994년과 1998년 동계 올림픽에서 동메달을 획득했다. 또한 세계 아이스하키 선수권 대회에서 준우승 3회를 달성했다.